# Etsha 13
Etsha 13 is een dorp in het district North-West in Botswana. De plaats telt 2377 inwoners (2011).